# Australisk kopparand
Australisk kopparand (Oxyura australis) är en fågel i familjen änder inom ordningen andfåglar.

## Kännetecken
Australisk kopparand lever i sötvatten och dyker efter föda. Den har långa stela stjärtfjädrar som sticker rakt upp när fågeln är oaktiv. Den har också en proportionellt stor och blå näbb. Dess ben är placerade långt bak på kroppen vilket gör att de rör sig klumpigt på land och därför mestadels befinner sig i vattnet. 

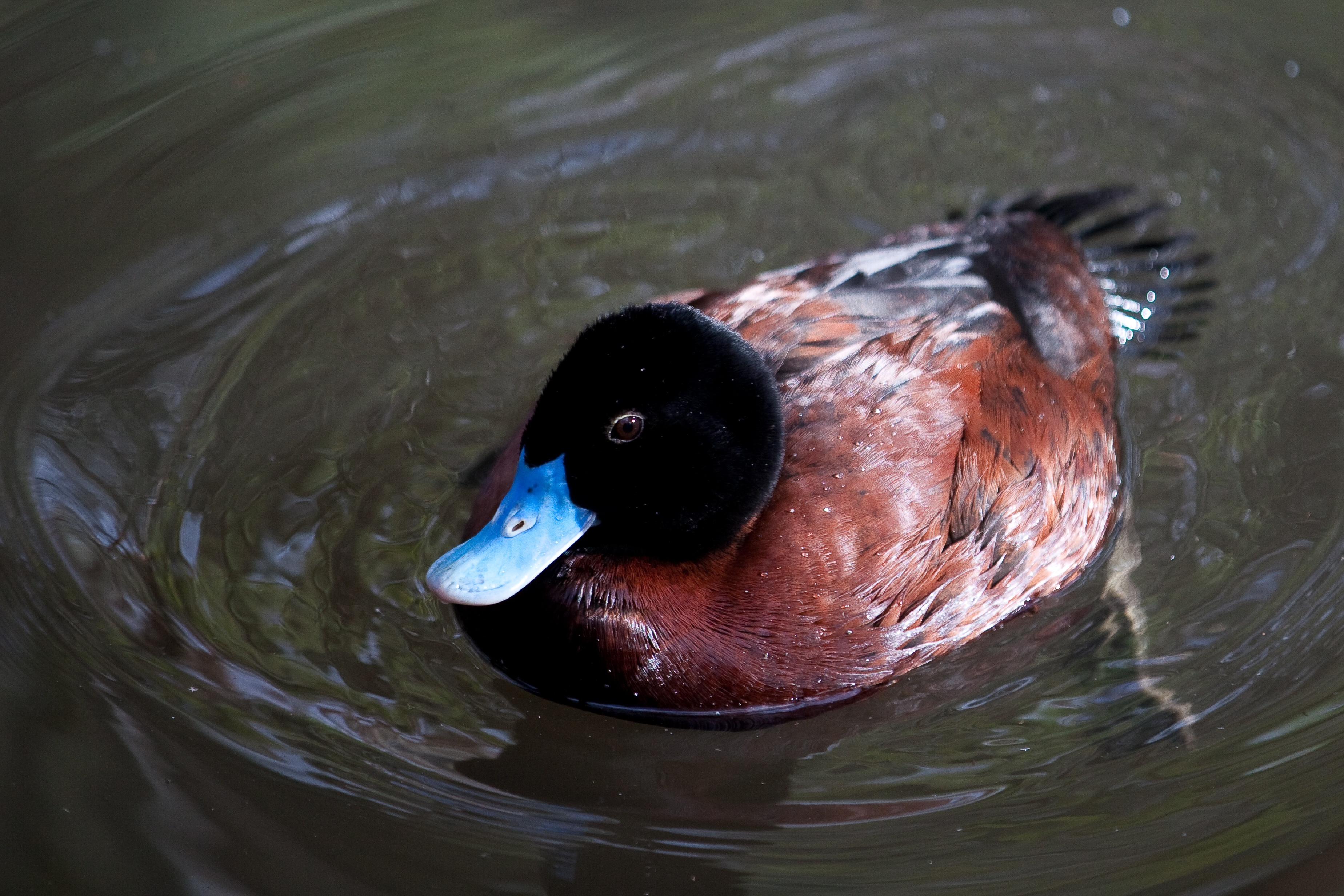

## Utbredning och systematik
Fågeln har ett fragmenterat utbredningsområde och förekommer lokalt i sydvästra och sydöstra Australien och på Tasmanien. Den behandlas som monotypisk, det vill säga att den inte delas in i några underarter.

## Status
Australisk kopparand har en liten världspopulation som uppskattas bestå av endast mellan 11 000 och 19 000 vuxna individer. Beståndet tros dock vara stabilt. IUCN kategoriserar den som livskraftig.